# Ketetang
Ketetang is een bestuurslaag in het regentschap Bangkalan van de provincie Oost-Java, Indonesië. Ketetang telt 3848 inwoners (volkstelling 2010).